# Élections municipales de 2014 dans l'Orne
Les élections municipales se sont déroulées les 23 et 30 mars 2014 dans l'Orne.

## Maires sortants et maires élus
La gauche est battue à Champsecret, L'Aigle, La Selle-la-Forge et n'enregistre aucun succès. Elle se console en conservant Alençon, le chef-lieu du département. Majoritaire dans le département, la droite renforce ainsi sa position avec ces succès. Le MoDem se maintient quant à lui à Aube.
| Commune                        | Population | Maire sortant         | Parti | Parti | Maire élu             | Parti | Parti |
| ------------------------------ | ---------- | --------------------- | ----- | ----- | --------------------- | ----- | ----- |
| Alençon                        | 26 300     | Joaquim Pueyo         |       | PS    | Joaquim Pueyo         |       | PS    |
| Argentan                       | 14 315     | Pierre Pavis          |       | PS    | Pierre Pavis          |       | PS    |
| Athis-de-l'Orne                | 2 589      | Alain Lange           |       | DVD   | Alain Lange           |       | DVD   |
| Aube                           | 1 379      | Jean-Marie Vercruysse |       | MoDem | Jean-Marie Vercruysse |       | MoDem |
| Bagnoles-de-l'Orne             | 2 413      | Jean-Pierre Blouet    |       | DVD   | Jean-Pierre Blouet    |       | DVD   |
| Bellême                        | 1 577      | Vincent Segouin       |       | UMP   | Vincent Segouin       |       | UMP   |
| Bellou-en-Houlme               | 1 117      | Gérard Bertrand       |       | DVD   | Gérard Bertrand       |       | DVD   |
| Berd'huis                      | 1 079      | Brigitte Luypaert     |       | UMP   | Brigitte Luypaert     |       | UMP   |
| Bretoncelles                   | 1 453      | Patrick Pinloche      |       | DVD   | David Lambert         |       | DVD   |
| Briouze                        | 1 589      | Jean-Pierre Salles    |       | DVD   | Jean-Pierre Salles    |       | DVD   |
| Ceaucé                         | 1 228      | Marie-France Bourrée  |       | DVG   | Marie-France Bourrée  |       | DVG   |
| Ceton                          | 1 904      | Claude Barbier        |       | DVD   | Patrick Grégori       |       | DVD   |
| Champsecret                    | 1 008      | Chantal Jourdan       |       | DVG   | Gérard Desgrippes     |       | DVD   |
| Chanu                          | 1 291      | Thierry Aubin         |       | DVG   | Thierry Aubin         |       | DVG   |
| Condé-sur-Huisne               | 1 334      | Jean-Pierre Gérondeau |       | DVD   | Jean-Pierre Gérondeau |       | DVD   |
| Condé-sur-Sarthe               | 2 232      | Jacques Esnault       |       | DVG   | Jacques Esnault       |       | DVG   |
| Couterne                       | 1 007      | Daniel Durand         |       | DVD   | Daniel Durand         |       | DVD   |
| Damigny                        | 2 778      | Pascal Devienne       |       | DVG   | Pascal Devienne       |       | DVG   |
| Domfront                       | 3 838      | Didier Leduc          |       | DVD   | Bernard Soul          |       | DVD   |
| Écouché                        | 1 299      | Jean-Pierre Latron    |       | DVD   | Jean-Pierre Latron    |       | DVD   |
| Flers                          | 15 077     | Yves Goasdoué         |       | PS    | Yves Goasdoué         |       | PS    |
| Gacé                           | 2 099      | François Dreux        |       | DVG   | François Dreux        |       | DVG   |
| Héloup                         | 1 004      | Mireille Chevallier   |       | DVD   | Mireille Chevallier   |       | DVD   |
| Juvigny-sous-Andaine           | 1 018      | Henri Bonnel          |       | DVD   | Henri Bonnel          |       | DVD   |
| L'Aigle                        | 7 970      | Thierry Pinot         |       | PRG   | Véronique Louwagie    |       | UMP   |
| La Chapelle-d'Andaine          | 1 509      | Jean-Claude Fourquet  |       | DVD   | Jean-Claude Fourquet  |       | DVD   |
| La Ferrière-aux-Étangs         | 1 530      | Vincent Beaumont      |       | DVG   | Vincent Beaumont      |       | DVG   |
| La Ferté-Macé                  | 5 826      | Jacques Dalmont       |       | PS    | Jacques Dalmont       |       | PS    |
| La Lande-Patry                 | 1 770      | Patrick Lesellier     |       | DVG   | Patrick Lesellier     |       | DVG   |
| La Selle-la-Forge              | 1 379      | Daniel Marie          |       | DVG   | Serge Louiche         |       | DVD   |
| Le Theil                       | 1 816      | Jacques Käser         |       | DVG   | Jacques Käser         |       | DVG   |
| Longny-au-Perche               | 1 493      | Danièle Lalaounis     |       | DVD   | André Grudé           |       | DVD   |
| Lonlay-l'Abbaye                | 1 197      | Christian Derouet     |       | DVD   | Christian Derouet     |       | DVD   |
| Lonrai                         | 1 076      | Hervé Quérel          |       | DVD   | Sylvain Launay        |       | DVD   |
| Magny-le-Désert                | 1 451      | Daniel Miette         |       | DVD   | Daniel Miette         |       | DVD   |
| Messei                         | 1 956      | Michel Dumaine        |       | DVD   | Michel Dumaine        |       | DVD   |
| Mortagne-au-Perche             | 4 076      | Jean-Claude Lenoir    |       | UMP   | Jacki Desouche        |       | UMP   |
| Mortrée                        | 1 080      | Marc Richard          |       | DVD   | Marc Richard          |       | DVD   |
| Putanges-Pont-Écrepin          | 1 019      | Jacques Martineau     |       | DVD   | Jacques Martineau     |       | DVD   |
| Radon                          | 1 066      | Léonce Thulliez       |       | DVD   | Léonce Thulliez       |       | DVD   |
| Rai                            | 1 522      | Michel Marot          |       | DVD   | Michel Marot          |       | DVD   |
| Rânes                          | 1 073      | Pierre Couprit        |       | DVD   | Pierre Couprit        |       | DVD   |
| Rémalard                       | 1 278      | Jean Maignan          |       | DVG   | Patrick Rodhain       |       | DVG   |
| Saint-Bômer-les-Forges         | 1 047      | Marcel Brionne        |       | DVD   | Marcel Brionne        |       | DVD   |
| Saint-Denis-sur-Sarthon        | 1 125      | Michel Julien         |       | DVD   | Michel Julien         |       | DVD   |
| Saint-Georges-des-Groseillers  | 3 266      | Guy Lange             |       | DVD   | Guy Lange             |       | DVD   |
| Saint-Germain-du-Corbéis       | 3 878      | Gérard Lurçon         |       | DVG   | Gérard Lurçon         |       | DVG   |
| Saint-Pierre-du-Regard         | 1 346      | Michèle Guicheteau    |       | DVD   | Michèle Guicheteau    |       | DVD   |
| Saint-Sulpice-sur-Risle        | 1 668      | Jean Sellier          |       | DVG   | Jean Sellier          |       | DVG   |
| Sainte-Gauburge-Sainte-Colombe | 1 129      | Philippe Bigot        |       | DVD   | Philippe Bigot        |       | DVD   |
| Sées                           | 4 377      | Jean-Yves Houssemaine |       | DVD   | Jean-Yves Houssemaine |       | DVD   |
| Tinchebray                     | 2 610      | Jérôme Nury           |       | DVD   | Jérôme Nury           |       | DVD   |
| Tourouvre                      | 1 612      | Guy Monhée            |       | DVD   | Guy Monhée            |       | DVD   |
| Trun                           | 1 310      | Jacques Prigent       |       | DVG   | Jacques Prigent       |       | DVG   |
| Valframbert                    | 1 548      | Francis Aïvar         |       | DVG   | Francis Aïvar         |       | DVG   |
| Vimoutiers                     | 3 782      | Guy Romain            |       | DVD   | Guy Romain            |       | DVD   |

### Résultats en nombre de maires
| Partis       | Partis                            | Maires sortants | Maires élus | Évolution     |
| ------------ | --------------------------------- | --------------- | ----------- | ------------- |
|              | Divers droite                     | 32              | 34          | 2             |
|              | Union pour un mouvement populaire | 3               | 4           | 1             |
| Total droite | Total droite                      | 36              | 39          | 3             |
|              | Divers gauche                     | 15              | 13          | 2             |
|              | Parti socialiste                  | 4               | 4           | en stagnation |
|              | PRG                               | 1               | 0           | 1             |
| Total gauche | Total gauche                      | 20              | 17          | 3             |
| Total        | Total                             | 56              | 56          | -             |

## Résultats dans les communes de plus de1 000 habitants

### Alençon
- Maire sortant : Joaquim Pueyo (PS)
- 35 sièges à pourvoir au conseil municipal (population légale 2011 : 26 300 habitants)
- 30 sièges à pourvoir au conseil communautaire (CU d'Alençon)

| Tête de liste            | Tête de liste     | Liste          | Premier tour | Premier tour | Second tour | Second tour | Sièges | Sièges |
| Tête de liste            | Tête de liste     | Liste          | Voix         | %            | Voix        | %           | CM     | CC     |
| ------------------------ | ----------------- | -------------- | ------------ | ------------ | ----------- | ----------- | ------ | ------ |
|                          | Christine Roimier | UMP-UDI        | 3 783        | 45,03        | 4 429       | 49,51       | 8      | 7      |
|                          | Joaquim Pueyo *   | PS             | 3 621        | 43,10        | 4 515       | 50,48       | 27     | 23     |
|                          | François Tollot   | FG             | 997          | 11,86        |             |             |        |        |
|                          |                   |                |              |              |             |             |        |        |
| Inscrits                 | Inscrits          | Inscrits       | 16 098       | 100,00       | 16 099      | 100,00      |        |        |
| Abstentions              | Abstentions       | Abstentions    | 7 277        | 45,20        | 6 802       | 42,25       |        |        |
| Votants                  | Votants           | Votants        | 8 821        | 54,80        | 9 297       | 57,75       |        |        |
| Blancs et nuls           | Blancs et nuls    | Blancs et nuls | 420          | 4,76         | 353         | 3,80        |        |        |
| Exprimés                 | Exprimés          | Exprimés       | 8 401        | 95,24        | 8 944       | 96,20       |        |        |
| * Liste du maire sortant |                   |                |              |              |             |             |        |        |

### Argentan
- Maire sortant : Pierre Pavis (PS)
- 33 sièges à pourvoir au conseil municipal (population légale 2011 : 14 315 habitants)
- 27 sièges à pourvoir au conseil communautaire (CC Terres d'Argentan Interco)

|                          | Pierre Pavis *   | PS             | 2 726 | 55,40  | 26 | 22 |  |  |
|                          | Odile Lecrosnier | DVD            | 1 225 | 24,89  | 4  | 3  |  |  |
|                          | Lionel Stiefel   | FN             | 969   | 19,69  | 3  | 2  |  |  |
|                          |                  |                |       |        |    |    |  |  |
| Inscrits                 | Inscrits         | Inscrits       | 8 774 | 100,00 |    |    |  |  |
| Abstentions              | Abstentions      | Abstentions    | 3 526 | 40,19  |    |    |  |  |
| Votants                  | Votants          | Votants        | 5 248 | 59,81  |    |    |  |  |
| Blancs et nuls           | Blancs et nuls   | Blancs et nuls | 328   | 6,25   |    |    |  |  |
| Exprimés                 | Exprimés         | Exprimés       | 4 920 | 93,75  |    |    |  |  |
| * Liste du maire sortant |                  |                |       |        |    |    |  |  |

### Athis-de-l'Orne
- Maire sortant : Alain Lange (SE)
- 23 sièges à pourvoir au conseil municipal (population légale 2011 : 2 589 habitants)
- 10 sièges à pourvoir au conseil communautaire (CC du Bocage d'Athis de l'Orne)

|                          | Alain Lange *  | SE             | 860   | 67,82  | 20 | 9 |  |  |
|                          | Joël Langlin   | DVD            | 408   | 32,17  | 3  | 1 |  |  |
|                          |                |                |       |        |    |   |  |  |
| Inscrits                 | Inscrits       | Inscrits       | 1 995 | 100,00 |    |   |  |  |
| Abstentions              | Abstentions    | Abstentions    | 638   | 31,98  |    |   |  |  |
| Votants                  | Votants        | Votants        | 1 357 | 68,02  |    |   |  |  |
| Blancs et nuls           | Blancs et nuls | Blancs et nuls | 89    | 6,56   |    |   |  |  |
| Exprimés                 | Exprimés       | Exprimés       | 1 268 | 93,44  |    |   |  |  |
| * Liste du maire sortant |                |                |       |        |    |   |  |  |

### Aube
- Maire sortant : Jean-Marie Vercruysse (MoDem)
- 15 sièges à pourvoir au conseil municipal (population légale 2011 : 1 379 habitants)
- 3 sièges à pourvoir au conseil communautaire (CC des Pays de L'Aigle)

|                          | Jean-Marie Vercruysse * | MoDem          | 416 | 100,00 | 15 | 3 |  |  |
|                          |                         |                |     |        |    |   |  |  |
| Inscrits                 | Inscrits                | Inscrits       | 849 | 100,00 |    |   |  |  |
| Abstentions              | Abstentions             | Abstentions    | 361 | 42,52  |    |   |  |  |
| Votants                  | Votants                 | Votants        | 488 | 57,48  |    |   |  |  |
| Blancs et nuls           | Blancs et nuls          | Blancs et nuls | 72  | 14,75  |    |   |  |  |
| Exprimés                 | Exprimés                | Exprimés       | 416 | 85,25  |    |   |  |  |
| * Liste du maire sortant |                         |                |     |        |    |   |  |  |

### Bagnoles-de-l'Orne
- Maire sortant : Jean-Pierre Blouet (DVD)
- 19 sièges à pourvoir au conseil municipal (population légale 2011 : 2 413 habitants)
- 9 sièges à pourvoir au conseil communautaire (CC du Pays d'Andaine)

|                          | Jean-Pierre Blouet * | DVD            | 772   | 63,48  | 16 | 8 |  |  |
|                          | Nadine Belzidsky     | DVD            | 444   | 36,51  | 3  | 1 |  |  |
|                          |                      |                |       |        |    |   |  |  |
| Inscrits                 | Inscrits             | Inscrits       | 1 918 | 100,00 |    |   |  |  |
| Abstentions              | Abstentions          | Abstentions    | 613   | 31,96  |    |   |  |  |
| Votants                  | Votants              | Votants        | 1 305 | 68,04  |    |   |  |  |
| Blancs et nuls           | Blancs et nuls       | Blancs et nuls | 89    | 6,82   |    |   |  |  |
| Exprimés                 | Exprimés             | Exprimés       | 1 216 | 93,18  |    |   |  |  |
| * Liste du maire sortant |                      |                |       |        |    |   |  |  |

### Bellême
- Maire sortant : Vincent Segouin (UMP)
- 19 sièges à pourvoir au conseil municipal (population légale 2011 : 1 577 habitants)
- 8 sièges à pourvoir au conseil communautaire (CC des Collines du Perche Normand)

|                          | Vincent Segouin *           | UMP-UDI        | 387   | 52,79  | 15 | 6 |  |  |
|                          | Jean-François De Caffarelli | SE             | 276   | 37,65  | 4  | 2 |  |  |
|                          | Thierry Cortot              | SE             | 70    | 9,54   |    |   |  |  |
|                          |                             |                |       |        |    |   |  |  |
| Inscrits                 | Inscrits                    | Inscrits       | 1 013 | 100,00 |    |   |  |  |
| Abstentions              | Abstentions                 | Abstentions    | 250   | 24,68  |    |   |  |  |
| Votants                  | Votants                     | Votants        | 763   | 75,32  |    |   |  |  |
| Blancs et nuls           | Blancs et nuls              | Blancs et nuls | 30    | 3,93   |    |   |  |  |
| Exprimés                 | Exprimés                    | Exprimés       | 733   | 96,07  |    |   |  |  |
| * Liste du maire sortant |                             |                |       |        |    |   |  |  |

### Bellou-en-Houlme
- Maire sortant : Gérard Bertrand (SE)
- 15 sièges à pourvoir au conseil municipal (population légale 2011 : 1 117 habitants)
- 1 sièges à pourvoir au conseil communautaire (CA Flers Agglo)

|                          | Gérard Bertrand * | SE             | 310 | 100,00 | 15 | 1 |  |  |
|                          |                   |                |     |        |    |   |  |  |
| Inscrits                 | Inscrits          | Inscrits       | 825 | 100,00 |    |   |  |  |
| Abstentions              | Abstentions       | Abstentions    | 332 | 40,24  |    |   |  |  |
| Votants                  | Votants           | Votants        | 493 | 59,76  |    |   |  |  |
| Blancs et nuls           | Blancs et nuls    | Blancs et nuls | 183 | 37,12  |    |   |  |  |
| Exprimés                 | Exprimés          | Exprimés       | 310 | 62,88  |    |   |  |  |
| * Liste du maire sortant |                   |                |     |        |    |   |  |  |

### Berd'huis
- Maire sortant : Brigitte Luypaert (UMP)
- 15 sièges à pourvoir au conseil municipal (population légale 2011 : 1 079 habitants)
- 4 sièges à pourvoir au conseil communautaire (CC Cœur du Perche)

|                          | Brigitte Luypaert * | SE             | 429 | 100,00 | 15 | 4 |  |  |
|                          |                     |                |     |        |    |   |  |  |
| Inscrits                 | Inscrits            | Inscrits       | 791 | 100,00 |    |   |  |  |
| Abstentions              | Abstentions         | Abstentions    | 260 | 32,87  |    |   |  |  |
| Votants                  | Votants             | Votants        | 531 | 67,13  |    |   |  |  |
| Blancs et nuls           | Blancs et nuls      | Blancs et nuls | 102 | 19,21  |    |   |  |  |
| Exprimés                 | Exprimés            | Exprimés       | 429 | 80,79  |    |   |  |  |
| * Liste du maire sortant |                     |                |     |        |    |   |  |  |

### Bretoncelles
- Maire sortant : Patrick Pinloche (DVD)
- 15 sièges à pourvoir au conseil municipal (population légale 2011 : 1 453 habitants)
- 4 sièges à pourvoir au conseil communautaire (CC Cœur du Perche)

|                | David Lambert  | DVD            | 413   | 55,81  | 12 | 3 |  |  |
|                | Daniel Chevee  | SE             | 327   | 44,18  | 3  | 1 |  |  |
|                |                |                |       |        |    |   |  |  |
| Inscrits       | Inscrits       | Inscrits       | 1 038 | 100,00 |    |   |  |  |
| Abstentions    | Abstentions    | Abstentions    | 253   | 24,37  |    |   |  |  |
| Votants        | Votants        | Votants        | 785   | 75,63  |    |   |  |  |
| Blancs et nuls | Blancs et nuls | Blancs et nuls | 45    | 5,73   |    |   |  |  |
| Exprimés       | Exprimés       | Exprimés       | 740   | 94,27  |    |   |  |  |

### Briouze
- Maire sortant : Jean-Pierre Salles
- 19 sièges à pourvoir au conseil municipal (population légale 2011 : 1 589 habitants)
- 9 sièges à pourvoir au conseil communautaire (CA Flers Agglo)

|                          | Jean-Pierre Salles * | DVD            | 522   | 63,58  | 16 | 8 |  |  |
|                          | Guy Douté            | DVD            | 299   | 36,41  | 3  | 1 |  |  |
|                          |                      |                |       |        |    |   |  |  |
| Inscrits                 | Inscrits             | Inscrits       | 1 223 | 100,00 |    |   |  |  |
| Abstentions              | Abstentions          | Abstentions    | 342   | 27,96  |    |   |  |  |
| Votants                  | Votants              | Votants        | 881   | 72,04  |    |   |  |  |
| Blancs et nuls           | Blancs et nuls       | Blancs et nuls | 60    | 6,81   |    |   |  |  |
| Exprimés                 | Exprimés             | Exprimés       | 821   | 93,19  |    |   |  |  |
| * Liste du maire sortant |                      |                |       |        |    |   |  |  |

### Ceaucé
- Maire sortant : Marie-France Bourrée
- 15 sièges à pourvoir au conseil municipal (population légale 2011 : 1 228 habitants)
- 4 sièges à pourvoir au conseil communautaire (CC Andaine-Passais)

|                          | Marie-France Bourrée * | DVG            | 499   | 100,00 | 15 | 4 |  |  |
|                          |                        |                |       |        |    |   |  |  |
| Inscrits                 | Inscrits               | Inscrits       | 1 010 | 100,00 |    |   |  |  |
| Abstentions              | Abstentions            | Abstentions    | 313   | 30,99  |    |   |  |  |
| Votants                  | Votants                | Votants        | 697   | 69,01  |    |   |  |  |
| Blancs et nuls           | Blancs et nuls         | Blancs et nuls | 198   | 28,41  |    |   |  |  |
| Exprimés                 | Exprimés               | Exprimés       | 499   | 71,59  |    |   |  |  |
| * Liste du maire sortant |                        |                |       |        |    |   |  |  |

### Ceton
- Maire sortant : Claude Barbier
- 19 sièges à pourvoir au conseil municipal (population légale 2011 : 1 904 habitants)
- 5 sièges à pourvoir au conseil communautaire (CC des Collines du Perche Normand)

|                | Patrick Grégori  | SE             | 627   | 76,93  | 17 | 5 |  |  |
|                | Philippe Volcker | SE             | 188   | 23,06  | 2  |   |  |  |
|                |                  |                |       |        |    |   |  |  |
| Inscrits       | Inscrits         | Inscrits       | 1 298 | 100,00 |    |   |  |  |
| Abstentions    | Abstentions      | Abstentions    | 430   | 33,13  |    |   |  |  |
| Votants        | Votants          | Votants        | 868   | 66,87  |    |   |  |  |
| Blancs et nuls | Blancs et nuls   | Blancs et nuls | 53    | 6,11   |    |   |  |  |
| Exprimés       | Exprimés         | Exprimés       | 815   | 93,89  |    |   |  |  |

### Champsecret
- Maire sortant : Chantal Jourdan
- 15 sièges à pourvoir au conseil municipal (population légale 2011 : 1 008 habitants)
- 2 sièges à pourvoir au conseil communautaire (CC Domfront Tinchebray Interco)

|                          | Gérard Desgrippes | DVD            | 297 | 55,10  | 12 | 2 |  |  |
|                          | Chantal Jourdan * | DVG            | 242 | 44,89  | 3  |   |  |  |
|                          |                   |                |     |        |    |   |  |  |
| Inscrits                 | Inscrits          | Inscrits       | 750 | 100,00 |    |   |  |  |
| Abstentions              | Abstentions       | Abstentions    | 189 | 25,20  |    |   |  |  |
| Votants                  | Votants           | Votants        | 561 | 74,80  |    |   |  |  |
| Blancs et nuls           | Blancs et nuls    | Blancs et nuls | 22  | 3,92   |    |   |  |  |
| Exprimés                 | Exprimés          | Exprimés       | 539 | 96,08  |    |   |  |  |
| * Liste du maire sortant |                   |                |     |        |    |   |  |  |

### Chanu
- Maire sortant : Thierry Aubin
- 15 sièges à pourvoir au conseil municipal (population légale 2011 : 1 291 habitants)
- 4 sièges à pourvoir au conseil communautaire (CC Domfront Tinchebray Interco)

|                          | Thierry Aubin * | DVG            | 426 | 100,00 | 15 | 4 |  |  |
|                          |                 |                |     |        |    |   |  |  |
| Inscrits                 | Inscrits        | Inscrits       | 930 | 100,00 |    |   |  |  |
| Abstentions              | Abstentions     | Abstentions    | 333 | 35,81  |    |   |  |  |
| Votants                  | Votants         | Votants        | 597 | 64,19  |    |   |  |  |
| Blancs et nuls           | Blancs et nuls  | Blancs et nuls | 171 | 28,64  |    |   |  |  |
| Exprimés                 | Exprimés        | Exprimés       | 426 | 71,36  |    |   |  |  |
| * Liste du maire sortant |                 |                |     |        |    |   |  |  |

### Condé-sur-Huisne
- Maire sortant : Jean-Pierre Gérondeau
- 15 sièges à pourvoir au conseil municipal (population légale 2011 : 1 334 habitants)
- 4 sièges à pourvoir au conseil communautaire (CC du Perche Rémalardais)

|                          | Jean-Pierre Gérondeau * | SE             | 436 | 100,00 | 15 | 4 |  |  |
|                          |                         |                |     |        |    |   |  |  |
| Inscrits                 | Inscrits                | Inscrits       | 855 | 100,00 |    |   |  |  |
| Abstentions              | Abstentions             | Abstentions    | 294 | 34,39  |    |   |  |  |
| Votants                  | Votants                 | Votants        | 561 | 65,61  |    |   |  |  |
| Blancs et nuls           | Blancs et nuls          | Blancs et nuls | 125 | 22,28  |    |   |  |  |
| Exprimés                 | Exprimés                | Exprimés       | 436 | 77,72  |    |   |  |  |
| * Liste du maire sortant |                         |                |     |        |    |   |  |  |

### Condé-sur-Sarthe
- Maire sortant : Jacques Esnault
- 19 sièges à pourvoir au conseil municipal (population légale 2011 : 2 232 habitants)
- 2 sièges à pourvoir au conseil communautaire (CU d'Alençon)

|                          | Jacques Esnault * | DVG            | 843   | 100,00 | 19 | 2 |  |  |
|                          |                   |                |       |        |    |   |  |  |
| Inscrits                 | Inscrits          | Inscrits       | 1 732 | 100,00 |    |   |  |  |
| Abstentions              | Abstentions       | Abstentions    | 768   | 44,34  |    |   |  |  |
| Votants                  | Votants           | Votants        | 964   | 55,66  |    |   |  |  |
| Blancs et nuls           | Blancs et nuls    | Blancs et nuls | 121   | 12,55  |    |   |  |  |
| Exprimés                 | Exprimés          | Exprimés       | 843   | 87,45  |    |   |  |  |
| * Liste du maire sortant |                   |                |       |        |    |   |  |  |

### Couterne
- Maire sortant : Daniel Durand
- 15 sièges à pourvoir au conseil municipal (population légale 2011 : 1 007 habitants)
- 4 sièges à pourvoir au conseil communautaire (CC du Pays d'Andaine)

|                          | Daniel Durand * | DVD            | 389 | 100,00 | 15 | 4 |  |  |
|                          |                 |                |     |        |    |   |  |  |
| Inscrits                 | Inscrits        | Inscrits       | 699 | 100,00 |    |   |  |  |
| Abstentions              | Abstentions     | Abstentions    | 222 | 31,76  |    |   |  |  |
| Votants                  | Votants         | Votants        | 477 | 68,24  |    |   |  |  |
| Blancs et nuls           | Blancs et nuls  | Blancs et nuls | 88  | 18,45  |    |   |  |  |
| Exprimés                 | Exprimés        | Exprimés       | 389 | 81,55  |    |   |  |  |
| * Liste du maire sortant |                 |                |     |        |    |   |  |  |

### Damigny
- Maire sortant : Pascal Devienne
- 23 sièges à pourvoir au conseil municipal (population légale 2011 : 2 778 habitants)
- 3 sièges à pourvoir au conseil communautaire (CU d'Alençon)

|                          | Pascal Devienne * | DVG            | 968   | 100,00 | 23 | 3 |  |  |
|                          |                   |                |       |        |    |   |  |  |
| Inscrits                 | Inscrits          | Inscrits       | 2 153 | 100,00 |    |   |  |  |
| Abstentions              | Abstentions       | Abstentions    | 910   | 42,27  |    |   |  |  |
| Votants                  | Votants           | Votants        | 1 243 | 57,73  |    |   |  |  |
| Blancs et nuls           | Blancs et nuls    | Blancs et nuls | 275   | 22,12  |    |   |  |  |
| Exprimés                 | Exprimés          | Exprimés       | 968   | 77,88  |    |   |  |  |
| * Liste du maire sortant |                   |                |       |        |    |   |  |  |

### Domfront
- Maire sortant : Didier Leduc
- 27 sièges à pourvoir au conseil municipal (population légale 2011 : 3 838 habitants)
- 7 sièges à pourvoir au conseil communautaire (CC du Domfrontais)

| Tête de liste            | Tête de liste  | Liste          | Premier tour | Premier tour | Second tour | Second tour | Sièges | Sièges |
| Tête de liste            | Tête de liste  | Liste          | Voix         | %            | Voix        | %           | CM     | CC     |
| ------------------------ | -------------- | -------------- | ------------ | ------------ | ----------- | ----------- | ------ | ------ |
|                          | Bernard Soul   | DVD            | 939          | 49,76        | 1 181       | 75,55       | 24     | 7      |
|                          | Didier Leduc * | DVD            | 636          | 33,70        |             |             |        |        |
|                          | Adèle Laurent  | DVG            | 312          | 16,53        | 382         | 24,44       | 3      |        |
|                          |                |                |              |              |             |             |        |        |
| Inscrits                 | Inscrits       | Inscrits       | 3 002        | 100,00       | 2 963       | 100,00      |        |        |
| Abstentions              | Abstentions    | Abstentions    | 1 008        | 33,58        | 1 103       | 37,23       |        |        |
| Votants                  | Votants        | Votants        | 1 994        | 66,42        | 1 860       | 62,77       |        |        |
| Blancs et nuls           | Blancs et nuls | Blancs et nuls | 107          | 5,37         | 297         | 15,97       |        |        |
| Exprimés                 | Exprimés       | Exprimés       | 1 887        | 94,63        | 1 563       | 84,03       |        |        |
| * Liste du maire sortant |                |                |              |              |             |             |        |        |

### Écouché
- Maire sortant : Jean-Pierre Latron
- 15 sièges à pourvoir au conseil municipal (population légale 2011 : 1 299 habitants)
- 7 sièges à pourvoir au conseil communautaire (CC des Courbes de l'Orne)

|                          | Jean-Pierre Latron * | DVD            | 407 | 100,00 | 15 | 7 |  |  |
|                          |                      |                |     |        |    |   |  |  |
| Inscrits                 | Inscrits             | Inscrits       | 909 | 100,00 |    |   |  |  |
| Abstentions              | Abstentions          | Abstentions    | 377 | 41,47  |    |   |  |  |
| Votants                  | Votants              | Votants        | 532 | 58,53  |    |   |  |  |
| Blancs et nuls           | Blancs et nuls       | Blancs et nuls | 125 | 23,50  |    |   |  |  |
| Exprimés                 | Exprimés             | Exprimés       | 407 | 76,50  |    |   |  |  |
| * Liste du maire sortant |                      |                |     |        |    |   |  |  |

### Flers
- Maire sortant : Yves Goasdoué
- 33 sièges à pourvoir au conseil municipal (population légale 2011 : 15 077 habitants)
- 22 sièges à pourvoir au conseil communautaire (CA Flers Agglo)

|                          | Yves Goasdoué * | DVG            | 3 073 | 52,90  | 25 | 17 |  |  |
|                          | Philippe Senaux | DVD            | 2 736 | 47,09  | 8  | 5  |  |  |
|                          |                 |                |       |        |    |    |  |  |
| Inscrits                 | Inscrits        | Inscrits       | 9 901 | 100,00 |    |    |  |  |
| Abstentions              | Abstentions     | Abstentions    | 3 800 | 38,38  |    |    |  |  |
| Votants                  | Votants         | Votants        | 6 101 | 61,62  |    |    |  |  |
| Blancs et nuls           | Blancs et nuls  | Blancs et nuls | 292   | 4,79   |    |    |  |  |
| Exprimés                 | Exprimés        | Exprimés       | 5 809 | 95,21  |    |    |  |  |
| * Liste du maire sortant |                 |                |       |        |    |    |  |  |

### Gacé
- Maire sortant : François Dreux
- 19 sièges à pourvoir au conseil municipal (population légale 2011 : 2 099 habitants)
- 10 sièges à pourvoir au conseil communautaire (CC des Vallées d'Auge et du Merlerault)

|                          | François Dreux * | DVG            | 461   | 56,70  | 15 | 8 |  |  |
|                          | Jean Grimbert    | DVD            | 352   | 43,29  | 4  | 2 |  |  |
|                          |                  |                |       |        |    |   |  |  |
| Inscrits                 | Inscrits         | Inscrits       | 1 287 | 100,00 |    |   |  |  |
| Abstentions              | Abstentions      | Abstentions    | 419   | 32,56  |    |   |  |  |
| Votants                  | Votants          | Votants        | 868   | 67,44  |    |   |  |  |
| Blancs et nuls           | Blancs et nuls   | Blancs et nuls | 55    | 6,34   |    |   |  |  |
| Exprimés                 | Exprimés         | Exprimés       | 813   | 93,66  |    |   |  |  |
| * Liste du maire sortant |                  |                |       |        |    |   |  |  |

### Héloup
- Maire sortant : Mireille Chevallier
- 15 sièges à pourvoir au conseil municipal (population légale 2011 : 1 004 habitants)
- 1 sièges à pourvoir au conseil communautaire (CU d'Alençon)

|                          | Mireille Chevallier * | DVD            | 281 | 54,14  | 12 | 1 |  |  |
|                          | Daniel Le Carvennec   | DVG            | 238 | 45,85  | 3  |   |  |  |
|                          |                       |                |     |        |    |   |  |  |
| Inscrits                 | Inscrits              | Inscrits       | 798 | 100,00 |    |   |  |  |
| Abstentions              | Abstentions           | Abstentions    | 253 | 31,70  |    |   |  |  |
| Votants                  | Votants               | Votants        | 545 | 68,30  |    |   |  |  |
| Blancs et nuls           | Blancs et nuls        | Blancs et nuls | 26  | 4,77   |    |   |  |  |
| Exprimés                 | Exprimés              | Exprimés       | 519 | 95,23  |    |   |  |  |
| * Liste du maire sortant |                       |                |     |        |    |   |  |  |

### Juvigny-sous-Andaine
- Maire sortant : Henri Bonnel
- 15 sièges à pourvoir au conseil municipal (population légale 2011 : 1 018 habitants)
- 4 sièges à pourvoir au conseil communautaire (CC du Pays d'Andaine)

|                          | Henri Bonnel *  | DVD            | 330 | 61,11  | 12 | 3 |  |  |
|                          | Gérard Leudiére | DVG            | 210 | 38,88  | 3  | 1 |  |  |
|                          |                 |                |     |        |    |   |  |  |
| Inscrits                 | Inscrits        | Inscrits       | 800 | 100,00 |    |   |  |  |
| Abstentions              | Abstentions     | Abstentions    | 237 | 29,63  |    |   |  |  |
| Votants                  | Votants         | Votants        | 563 | 70,38  |    |   |  |  |
| Blancs et nuls           | Blancs et nuls  | Blancs et nuls | 23  | 4,09   |    |   |  |  |
| Exprimés                 | Exprimés        | Exprimés       | 540 | 95,91  |    |   |  |  |
| * Liste du maire sortant |                 |                |     |        |    |   |  |  |

### L'Aigle
- Maire sortant : Thierry Pinot (PRG)
- 29 sièges à pourvoir au conseil municipal (population légale 2011 : 7 970 habitants)
- 15 sièges à pourvoir au conseil communautaire (CC des Pays de L'Aigle)

|                          | Véronique Louwagie | UMP-UDI                 | 1 728 | 53,44  | 23 | 12 |  |  |
|                          | Thierry Pinot *    | Parti Radical de Gauche | 1 505 | 46,55  | 6  | 3  |  |  |
|                          |                    |                         |       |        |    |    |  |  |
| Inscrits                 | Inscrits           | Inscrits                | 4 966 | 100,00 |    |    |  |  |
| Abstentions              | Abstentions        | Abstentions             | 1 634 | 32,90  |    |    |  |  |
| Votants                  | Votants            | Votants                 | 3 332 | 67,10  |    |    |  |  |
| Blancs et nuls           | Blancs et nuls     | Blancs et nuls          | 99    | 2,97   |    |    |  |  |
| Exprimés                 | Exprimés           | Exprimés                | 3 233 | 97,03  |    |    |  |  |
| * Liste du maire sortant |                    |                         |       |        |    |    |  |  |

### La Chapelle-d'Andaine
- Maire sortant : Jean-Claude Fourquet
- 19 sièges à pourvoir au conseil municipal (population légale 2011 : 1 509 habitants)
- 6 sièges à pourvoir au conseil communautaire (CC du Pays d'Andaine)

|                          | Jean-Claude Fourquet * | DVD            | 547   | 100,00 | 19 | 6 |  |  |
|                          |                        |                |       |        |    |   |  |  |
| Inscrits                 | Inscrits               | Inscrits       | 1 129 | 100,00 |    |   |  |  |
| Abstentions              | Abstentions            | Abstentions    | 443   | 39,24  |    |   |  |  |
| Votants                  | Votants                | Votants        | 686   | 60,76  |    |   |  |  |
| Blancs et nuls           | Blancs et nuls         | Blancs et nuls | 139   | 20,26  |    |   |  |  |
| Exprimés                 | Exprimés               | Exprimés       | 547   | 79,74  |    |   |  |  |
| * Liste du maire sortant |                        |                |       |        |    |   |  |  |

### La Ferrière-aux-Étangs
- Maire sortant : Vincent Beaumont
- 19 sièges à pourvoir au conseil municipal (population légale 2011 : 1 530 habitants)
- 2 sièges à pourvoir au conseil communautaire (CA Flers Agglo)

|                          | Vincent Beaumont * | DVG            | 428   | 55,51  | 15 | 2 |  |  |
|                          | Nelly Fauvel       | DVD            | 343   | 44,48  | 4  |   |  |  |
|                          |                    |                |       |        |    |   |  |  |
| Inscrits                 | Inscrits           | Inscrits       | 1 113 | 100,00 |    |   |  |  |
| Abstentions              | Abstentions        | Abstentions    | 305   | 27,40  |    |   |  |  |
| Votants                  | Votants            | Votants        | 808   | 72,60  |    |   |  |  |
| Blancs et nuls           | Blancs et nuls     | Blancs et nuls | 37    | 4,58   |    |   |  |  |
| Exprimés                 | Exprimés           | Exprimés       | 771   | 95,42  |    |   |  |  |
| * Liste du maire sortant |                    |                |       |        |    |   |  |  |

### La Ferté-Macé
- Maire sortant : Jacques Dalmont
- 29 sièges à pourvoir au conseil municipal (population légale 2011 : 5 826 habitants)
- 11 sièges à pourvoir au conseil communautaire (communauté de communes de La Ferté-Saint-Michel)

|                          | Jacques Dalmont * | PS-PCF-EELV    | 1 489 | 61,88  | 24 | 9 |  |  |
|                          | Chantal Leudiere  | DVD            | 917   | 38,11  | 5  | 2 |  |  |
|                          |                   |                |       |        |    |   |  |  |
| Inscrits                 | Inscrits          | Inscrits       | 3 819 | 100,00 |    |   |  |  |
| Abstentions              | Abstentions       | Abstentions    | 1 209 | 31,66  |    |   |  |  |
| Votants                  | Votants           | Votants        | 2 610 | 68,34  |    |   |  |  |
| Blancs et nuls           | Blancs et nuls    | Blancs et nuls | 204   | 7,82   |    |   |  |  |
| Exprimés                 | Exprimés          | Exprimés       | 2 406 | 92,18  |    |   |  |  |
| * Liste du maire sortant |                   |                |       |        |    |   |  |  |

### La Lande-Patry
- Maire sortant : Patrick Lesellier
- 19 sièges à pourvoir au conseil municipal (population légale 2011 : 1 770 habitants)
- 2 sièges à pourvoir au conseil communautaire (CA Flers Agglo)

|                          | Patrick Lesellier * | DVG            | 674   | 100,00 | 19 | 2 |  |  |
|                          |                     |                |       |        |    |   |  |  |
| Inscrits                 | Inscrits            | Inscrits       | 1 424 | 100,00 |    |   |  |  |
| Abstentions              | Abstentions         | Abstentions    | 591   | 41,50  |    |   |  |  |
| Votants                  | Votants             | Votants        | 833   | 58,50  |    |   |  |  |
| Blancs et nuls           | Blancs et nuls      | Blancs et nuls | 159   | 19,09  |    |   |  |  |
| Exprimés                 | Exprimés            | Exprimés       | 674   | 80,91  |    |   |  |  |
| * Liste du maire sortant |                     |                |       |        |    |   |  |  |

### La Selle-la-Forge
- Maire sortant : Daniel Marie
- 15 sièges à pourvoir au conseil municipal (population légale 2011 : 1 379 habitants)
- 2 sièges à pourvoir au conseil communautaire (CA Flers Agglo)

|                | Serge Louiche    | DVD            | 379   | 50,46  | 12 | 2 |  |  |
|                | Danièle Blanchet | DVG            | 372   | 49,53  | 3  |   |  |  |
|                |                  |                |       |        |    |   |  |  |
| Inscrits       | Inscrits         | Inscrits       | 1 020 | 100,00 |    |   |  |  |
| Abstentions    | Abstentions      | Abstentions    | 215   | 21,08  |    |   |  |  |
| Votants        | Votants          | Votants        | 805   | 78,92  |    |   |  |  |
| Blancs et nuls | Blancs et nuls   | Blancs et nuls | 54    | 6,71   |    |   |  |  |
| Exprimés       | Exprimés         | Exprimés       | 751   | 93,29  |    |   |  |  |

### Le Theil
- Maire sortant : Jacques Käser
- 19 sièges à pourvoir au conseil municipal (population légale 2011 : 1 816 habitants)
- 5 sièges à pourvoir au conseil communautaire (CC du Val d'Huisne)

|                          | Jacques Käser *      | DVG            | 533   | 62,04  | 16 | 4 |  |  |
|                          | Jean-Claude Lherault | DVD            | 326   | 37,95  | 3  | 1 |  |  |
|                          |                      |                |       |        |    |   |  |  |
| Inscrits                 | Inscrits             | Inscrits       | 1 317 | 100,00 |    |   |  |  |
| Abstentions              | Abstentions          | Abstentions    | 429   | 32,57  |    |   |  |  |
| Votants                  | Votants              | Votants        | 888   | 67,43  |    |   |  |  |
| Blancs et nuls           | Blancs et nuls       | Blancs et nuls | 29    | 3,27   |    |   |  |  |
| Exprimés                 | Exprimés             | Exprimés       | 859   | 96,73  |    |   |  |  |
| * Liste du maire sortant |                      |                |       |        |    |   |  |  |

### Longny-au-Perche
- Maire sortant : Danièle Lalaounis
- 15 sièges à pourvoir au conseil municipal (population légale 2011 : 1 493 habitants)
- 5 sièges à pourvoir au conseil communautaire (CC du Pays de Longny-au-Perche)

| Tête de liste  | Tête de liste  | Liste          | Premier tour | Premier tour | Second tour | Second tour | Sièges | Sièges |
| Tête de liste  | Tête de liste  | Liste          | Voix         | %            | Voix        | %           | CM     | CC     |
| -------------- | -------------- | -------------- | ------------ | ------------ | ----------- | ----------- | ------ | ------ |
|                | Jacques Launay | SE             | 261          | 38,72        | 269         | 37,88       | 3      | 1      |
|                | André Grudé    | SE             | 229          | 33,97        | 286         | 40,28       | 11     | 4      |
|                | Daniel Begaud  | SE             | 184          | 27,29        | 155         | 21,83       | 1      |        |
|                |                |                |              |              |             |             |        |        |
| Inscrits       | Inscrits       | Inscrits       | 1 054        | 100,00       | 1 054       | 100,00      |        |        |
| Abstentions    | Abstentions    | Abstentions    | 312          | 29,60        | 310         | 29,41       |        |        |
| Votants        | Votants        | Votants        | 742          | 70,40        | 744         | 70,59       |        |        |
| Blancs et nuls | Blancs et nuls | Blancs et nuls | 68           | 9,16         | 34          | 4,57        |        |        |
| Exprimés       | Exprimés       | Exprimés       | 674          | 90,84        | 710         | 95,43       |        |        |

### Lonlay-l'Abbaye
- Maire sortant : Christian Derouet
- 15 sièges à pourvoir au conseil municipal (population légale 2011 : 1 197 habitants)
- 2 sièges à pourvoir au conseil communautaire (CC Domfront Tinchebray Interco)

|                          | Christian Derouet * | DVD            | 550 | 77,68  | 14 | 2 |  |  |
|                          | Jean-Pierre Foucher | DVG            | 158 | 22,31  | 1  |   |  |  |
|                          |                     |                |     |        |    |   |  |  |
| Inscrits                 | Inscrits            | Inscrits       | 938 | 100,00 |    |   |  |  |
| Abstentions              | Abstentions         | Abstentions    | 202 | 21,54  |    |   |  |  |
| Votants                  | Votants             | Votants        | 736 | 78,46  |    |   |  |  |
| Blancs et nuls           | Blancs et nuls      | Blancs et nuls | 28  | 3,80   |    |   |  |  |
| Exprimés                 | Exprimés            | Exprimés       | 708 | 96,20  |    |   |  |  |
| * Liste du maire sortant |                     |                |     |        |    |   |  |  |

### Lonrai
- Maire sortant : Hervé Quérel
- 15 sièges à pourvoir au conseil municipal (population légale 2011 : 1 076 habitants)
- 1 sièges à pourvoir au conseil communautaire (CU d'Alençon)

|                | Sylvain Launay | SE             | 464 | 100,00 | 15 | 1 |  |  |
|                |                |                |     |        |    |   |  |  |
| Inscrits       | Inscrits       | Inscrits       | 810 | 100,00 |    |   |  |  |
| Abstentions    | Abstentions    | Abstentions    | 256 | 31,60  |    |   |  |  |
| Votants        | Votants        | Votants        | 554 | 68,40  |    |   |  |  |
| Blancs et nuls | Blancs et nuls | Blancs et nuls | 90  | 16,25  |    |   |  |  |
| Exprimés       | Exprimés       | Exprimés       | 464 | 83,75  |    |   |  |  |

### Magny-le-Désert
- Maire sortant : Daniel Miette
- 15 sièges à pourvoir au conseil municipal (population légale 2011 : 1 451 habitants)
- 7 sièges à pourvoir au conseil communautaire (CC du Pays fertois et du Bocage carrougien)

|                          | Daniel Miette * | DVD            | 645   | 71,66  | 13 | 6 |  |  |
|                          | Vincent Veron   | DVG            | 255   | 28,33  | 2  | 1 |  |  |
|                          |                 |                |       |        |    |   |  |  |
| Inscrits                 | Inscrits        | Inscrits       | 1 200 | 100,00 |    |   |  |  |
| Abstentions              | Abstentions     | Abstentions    | 268   | 22,33  |    |   |  |  |
| Votants                  | Votants         | Votants        | 932   | 77,67  |    |   |  |  |
| Blancs et nuls           | Blancs et nuls  | Blancs et nuls | 32    | 3,43   |    |   |  |  |
| Exprimés                 | Exprimés        | Exprimés       | 900   | 96,57  |    |   |  |  |
| * Liste du maire sortant |                 |                |       |        |    |   |  |  |

### Messei
- Maire sortant : Michel Dumaine
- 19 sièges à pourvoir au conseil municipal (population légale 2011 : 1 956 habitants)
- 2 sièges à pourvoir au conseil communautaire (CA Flers Agglo)

|                          | Michel Dumaine * | DVD            | 658   | 100,00 | 19 | 2 |  |  |
|                          |                  |                |       |        |    |   |  |  |
| Inscrits                 | Inscrits         | Inscrits       | 1 580 | 100,00 |    |   |  |  |
| Abstentions              | Abstentions      | Abstentions    | 574   | 36,33  |    |   |  |  |
| Votants                  | Votants          | Votants        | 1 006 | 63,67  |    |   |  |  |
| Blancs et nuls           | Blancs et nuls   | Blancs et nuls | 348   | 34,59  |    |   |  |  |
| Exprimés                 | Exprimés         | Exprimés       | 658   | 65,41  |    |   |  |  |
| * Liste du maire sortant |                  |                |       |        |    |   |  |  |

### Mortagne-au-Perche
- Maire sortant : Jean-Claude Lenoir
- 27 sièges à pourvoir au conseil municipal (population légale 2011 : 4 076 habitants)
- 12 sièges à pourvoir au conseil communautaire (CC du Pays de Mortagne au Perche)

|                | Jacki Desouche  | UMP-UDI        | 1 097 | 75,24  | 24 | 11 |  |  |
|                | Thierry Jeantet | DVG            | 361   | 24,75  | 3  | 1  |  |  |
|                |                 |                |       |        |    |    |  |  |
| Inscrits       | Inscrits        | Inscrits       | 2 656 | 100,00 |    |    |  |  |
| Abstentions    | Abstentions     | Abstentions    | 1 125 | 42,36  |    |    |  |  |
| Votants        | Votants         | Votants        | 1 531 | 57,64  |    |    |  |  |
| Blancs et nuls | Blancs et nuls  | Blancs et nuls | 73    | 4,77   |    |    |  |  |
| Exprimés       | Exprimés        | Exprimés       | 1 458 | 95,23  |    |    |  |  |

### Mortrée
- Maire sortant : Marc Richard
- 15 sièges à pourvoir au conseil municipal (population légale 2011 : 1 080 habitants)
- 4 sièges à pourvoir au conseil communautaire (CC des Sources de l'Orne)

|                          | Marc Richard * | DVD            | 351 | 100,00 | 15 | 4 |  |  |
|                          |                |                |     |        |    |   |  |  |
| Inscrits                 | Inscrits       | Inscrits       | 821 | 100,00 |    |   |  |  |
| Abstentions              | Abstentions    | Abstentions    | 342 | 41,66  |    |   |  |  |
| Votants                  | Votants        | Votants        | 479 | 58,34  |    |   |  |  |
| Blancs et nuls           | Blancs et nuls | Blancs et nuls | 128 | 26,72  |    |   |  |  |
| Exprimés                 | Exprimés       | Exprimés       | 351 | 73,28  |    |   |  |  |
| * Liste du maire sortant |                |                |     |        |    |   |  |  |

### Putanges-Pont-Écrepin
- Maire sortant : Jacques Martineau
- 15 sièges à pourvoir au conseil municipal (population légale 2011 : 1 019 habitants)
- 6 sièges à pourvoir au conseil communautaire (CC du Val d'Orne)

|                          | Jacques Martineau * | SE             | 327 | 100,00 | 15 | 6 |  |  |
|                          |                     |                |     |        |    |   |  |  |
| Inscrits                 | Inscrits            | Inscrits       | 706 | 100,00 |    |   |  |  |
| Abstentions              | Abstentions         | Abstentions    | 270 | 38,24  |    |   |  |  |
| Votants                  | Votants             | Votants        | 436 | 61,76  |    |   |  |  |
| Blancs et nuls           | Blancs et nuls      | Blancs et nuls | 109 | 25,00  |    |   |  |  |
| Exprimés                 | Exprimés            | Exprimés       | 327 | 75,00  |    |   |  |  |
| * Liste du maire sortant |                     |                |     |        |    |   |  |  |

### Radon
- Maire sortant : Léonce Thulliez
- 15 sièges à pourvoir au conseil municipal (population légale 2011 : 1 066 habitants)
- 1 sièges à pourvoir au conseil communautaire (CU d'Alençon)

|                          | Léonce Thulliez * | DVD            | 452 | 77,13  | 14 | 1 |  |  |
|                          | Michèle Trolio    | DVD            | 134 | 22,86  | 1  |   |  |  |
|                          |                   |                |     |        |    |   |  |  |
| Inscrits                 | Inscrits          | Inscrits       | 782 | 100,00 |    |   |  |  |
| Abstentions              | Abstentions       | Abstentions    | 170 | 21,74  |    |   |  |  |
| Votants                  | Votants           | Votants        | 612 | 78,26  |    |   |  |  |
| Blancs et nuls           | Blancs et nuls    | Blancs et nuls | 26  | 4,25   |    |   |  |  |
| Exprimés                 | Exprimés          | Exprimés       | 586 | 95,75  |    |   |  |  |
| * Liste du maire sortant |                   |                |     |        |    |   |  |  |

### Rai
- Maire sortant : Michel Marot
- 19 sièges à pourvoir au conseil municipal (population légale 2011 : 1 522 habitants)
- 3 sièges à pourvoir au conseil communautaire (CC des Pays de L'Aigle)

|                          | Michel Marot * | SE             | 441   | 64,47  | 16 | 2 |  |  |
|                          | Yves Le Jean   | SE             | 243   | 35,52  | 3  | 1 |  |  |
|                          |                |                |       |        |    |   |  |  |
| Inscrits                 | Inscrits       | Inscrits       | 1 079 | 100,00 |    |   |  |  |
| Abstentions              | Abstentions    | Abstentions    | 335   | 31,05  |    |   |  |  |
| Votants                  | Votants        | Votants        | 744   | 68,95  |    |   |  |  |
| Blancs et nuls           | Blancs et nuls | Blancs et nuls | 60    | 8,06   |    |   |  |  |
| Exprimés                 | Exprimés       | Exprimés       | 684   | 91,94  |    |   |  |  |
| * Liste du maire sortant |                |                |       |        |    |   |  |  |

### Rânes
- Maire sortant : Pierre Couprit
- 15 sièges à pourvoir au conseil municipal (population légale 2011 : 1 073 habitants)
- 5 sièges à pourvoir au conseil communautaire (CC Terres d'Argentan Interco)

|                          | Pierre Couprit * | DVD            | 339 | 100,00 | 15 | 5 |  |  |
|                          |                  |                |     |        |    |   |  |  |
| Inscrits                 | Inscrits         | Inscrits       | 791 | 100,00 |    |   |  |  |
| Abstentions              | Abstentions      | Abstentions    | 232 | 29,33  |    |   |  |  |
| Votants                  | Votants          | Votants        | 559 | 70,67  |    |   |  |  |
| Blancs et nuls           | Blancs et nuls   | Blancs et nuls | 220 | 39,36  |    |   |  |  |
| Exprimés                 | Exprimés         | Exprimés       | 339 | 60,64  |    |   |  |  |
| * Liste du maire sortant |                  |                |     |        |    |   |  |  |

### Rémalard
- Maire sortant : Jean Maignan
- 15 sièges à pourvoir au conseil municipal (population légale 2011 : 1 278 habitants)
- 4 sièges à pourvoir au conseil communautaire (CC du Perche Rémalardais)

|                | Patrick Rodhain | SE             | 546 | 86,39  | 14 | 4 |  |  |
|                | Benoît Ganivet  | SE             | 86  | 13,60  | 1  |   |  |  |
|                |                 |                |     |        |    |   |  |  |
| Inscrits       | Inscrits        | Inscrits       | 893 | 100,00 |    |   |  |  |
| Abstentions    | Abstentions     | Abstentions    | 232 | 25,98  |    |   |  |  |
| Votants        | Votants         | Votants        | 661 | 74,02  |    |   |  |  |
| Blancs et nuls | Blancs et nuls  | Blancs et nuls | 29  | 4,39   |    |   |  |  |
| Exprimés       | Exprimés        | Exprimés       | 632 | 95,61  |    |   |  |  |

### Saint-Bômer-les-Forges
- Maire sortant : Marcel Brionne
- 15 sièges à pourvoir au conseil municipal (population légale 2011 : 1 047 habitants)
- 2 sièges à pourvoir au conseil communautaire (CC Domfront Tinchebray Interco)

|                          | Marcel Brionne * | DVD            | 372 | 100,00 | 15 | 2 |  |  |
|                          |                  |                |     |        |    |   |  |  |
| Inscrits                 | Inscrits         | Inscrits       | 765 | 100,00 |    |   |  |  |
| Abstentions              | Abstentions      | Abstentions    | 220 | 28,76  |    |   |  |  |
| Votants                  | Votants          | Votants        | 545 | 71,24  |    |   |  |  |
| Blancs et nuls           | Blancs et nuls   | Blancs et nuls | 173 | 31,74  |    |   |  |  |
| Exprimés                 | Exprimés         | Exprimés       | 372 | 68,26  |    |   |  |  |
| * Liste du maire sortant |                  |                |     |        |    |   |  |  |

### Saint-Denis-sur-Sarthon
- Maire sortant : Michel Julien
- 15 sièges à pourvoir au conseil municipal (population légale 2011 : 1 125 habitants)
- 1 sièges à pourvoir au conseil communautaire (CU d'Alençon)

|                          | Michel Julien *              | DVD            | 322 | 54,94  | 12 | 1 |  |  |
|                          | Dominique Lequilerier Mallet | DVG            | 264 | 45,05  | 3  |   |  |  |
|                          |                              |                |     |        |    |   |  |  |
| Inscrits                 | Inscrits                     | Inscrits       | 768 | 100,00 |    |   |  |  |
| Abstentions              | Abstentions                  | Abstentions    | 157 | 20,44  |    |   |  |  |
| Votants                  | Votants                      | Votants        | 611 | 79,56  |    |   |  |  |
| Blancs et nuls           | Blancs et nuls               | Blancs et nuls | 25  | 4,09   |    |   |  |  |
| Exprimés                 | Exprimés                     | Exprimés       | 586 | 95,91  |    |   |  |  |
| * Liste du maire sortant |                              |                |     |        |    |   |  |  |

### Saint-Georges-des-Groseillers
- Maire sortant : Guy Lange
- 23 sièges à pourvoir au conseil municipal (population légale 2011 : 3 266 habitants)
- 4 sièges à pourvoir au conseil communautaire (CA Flers Agglo)

|                          | Guy Lange *    | DVD            | 1 357 | 100,00 | 23 | 4 |  |  |
|                          |                |                |       |        |    |   |  |  |
| Inscrits                 | Inscrits       | Inscrits       | 2 624 | 100,00 |    |   |  |  |
| Abstentions              | Abstentions    | Abstentions    | 967   | 36,85  |    |   |  |  |
| Votants                  | Votants        | Votants        | 1 657 | 63,15  |    |   |  |  |
| Blancs et nuls           | Blancs et nuls | Blancs et nuls | 300   | 18,11  |    |   |  |  |
| Exprimés                 | Exprimés       | Exprimés       | 1 357 | 81,89  |    |   |  |  |
| * Liste du maire sortant |                |                |       |        |    |   |  |  |

### Saint-Germain-du-Corbéis
- Maire sortant : Gérard Lurçon
- 27 sièges à pourvoir au conseil municipal (population légale 2011 : 3 878 habitants)
- 4 sièges à pourvoir au conseil communautaire (CU d'Alençon)

|                          | Gérard Lurçon * | DVG            | 1 374 | 100,00 | 27 | 4 |  |  |
|                          |                 |                |       |        |    |   |  |  |
| Inscrits                 | Inscrits        | Inscrits       | 3 145 | 100,00 |    |   |  |  |
| Abstentions              | Abstentions     | Abstentions    | 1 431 | 45,50  |    |   |  |  |
| Votants                  | Votants         | Votants        | 1 714 | 54,50  |    |   |  |  |
| Blancs et nuls           | Blancs et nuls  | Blancs et nuls | 340   | 19,84  |    |   |  |  |
| Exprimés                 | Exprimés        | Exprimés       | 1 374 | 80,16  |    |   |  |  |
| * Liste du maire sortant |                 |                |       |        |    |   |  |  |

### Saint-Pierre-du-Regard
- Maire sortant : Michèle Guicheteau
- 15 sièges à pourvoir au conseil municipal (population légale 2011 : 1 346 habitants)
- 5 sièges à pourvoir au conseil communautaire (CA Flers Agglo)

|                          | Michèle Guicheteau * | DVD            | 468   | 57,70  | 12 | 4 |  |  |
|                          | Pierre Lemercier     | DVD            | 343   | 42,29  | 3  | 1 |  |  |
|                          |                      |                |       |        |    |   |  |  |
| Inscrits                 | Inscrits             | Inscrits       | 1 067 | 100,00 |    |   |  |  |
| Abstentions              | Abstentions          | Abstentions    | 223   | 20,90  |    |   |  |  |
| Votants                  | Votants              | Votants        | 844   | 79,10  |    |   |  |  |
| Blancs et nuls           | Blancs et nuls       | Blancs et nuls | 33    | 3,91   |    |   |  |  |
| Exprimés                 | Exprimés             | Exprimés       | 811   | 96,09  |    |   |  |  |
| * Liste du maire sortant |                      |                |       |        |    |   |  |  |

### Saint-Sulpice-sur-Risle
- Maire sortant : Jean Sellier
- 19 sièges à pourvoir au conseil municipal (population légale 2011 : 1 668 habitants)
- 3 sièges à pourvoir au conseil communautaire (CC des Pays de L'Aigle)

|                          | Jean Sellier * | DVG            | 582   | 100,00 | 19 | 3 |  |  |
|                          |                |                |       |        |    |   |  |  |
| Inscrits                 | Inscrits       | Inscrits       | 1 222 | 100,00 |    |   |  |  |
| Abstentions              | Abstentions    | Abstentions    | 523   | 42,80  |    |   |  |  |
| Votants                  | Votants        | Votants        | 699   | 57,20  |    |   |  |  |
| Blancs et nuls           | Blancs et nuls | Blancs et nuls | 117   | 16,74  |    |   |  |  |
| Exprimés                 | Exprimés       | Exprimés       | 582   | 83,26  |    |   |  |  |
| * Liste du maire sortant |                |                |       |        |    |   |  |  |

### Sainte-Gauburge-Sainte-Colombe
- Maire sortant : Philippe Bigot
- 15 sièges à pourvoir au conseil municipal (population légale 2011 : 1 129 habitants)
- 4 sièges à pourvoir au conseil communautaire (CC des Vallées d'Auge et du Merlerault)

|                          | Philippe Bigot *       | DVD            | 408 | 62,86  | 13 | 3 |  |  |
|                          | Jean-Claude Vecchiatto | DVD            | 241 | 37,13  | 2  | 1 |  |  |
|                          |                        |                |     |        |    |   |  |  |
| Inscrits                 | Inscrits               | Inscrits       | 885 | 100,00 |    |   |  |  |
| Abstentions              | Abstentions            | Abstentions    | 225 | 25,42  |    |   |  |  |
| Votants                  | Votants                | Votants        | 660 | 74,58  |    |   |  |  |
| Blancs et nuls           | Blancs et nuls         | Blancs et nuls | 11  | 1,67   |    |   |  |  |
| Exprimés                 | Exprimés               | Exprimés       | 649 | 98,33  |    |   |  |  |
| * Liste du maire sortant |                        |                |     |        |    |   |  |  |

### Sées
- Maire sortant : Jean-Yves Houssemaine
- 27 sièges à pourvoir au conseil municipal (population légale 2011 : 4 377 habitants)
- 10 sièges à pourvoir au conseil communautaire (CC des Sources de l'Orne)

|                          | Jean-Yves Houssemaine * | DVD            | 972   | 52,00  | 21 | 8 |  |  |
|                          | François Aimé           | DVG            | 897   | 47,99  | 6  | 2 |  |  |
|                          |                         |                |       |        |    |   |  |  |
| Inscrits                 | Inscrits                | Inscrits       | 2 830 | 100,00 |    |   |  |  |
| Abstentions              | Abstentions             | Abstentions    | 869   | 30,71  |    |   |  |  |
| Votants                  | Votants                 | Votants        | 1 961 | 69,29  |    |   |  |  |
| Blancs et nuls           | Blancs et nuls          | Blancs et nuls | 92    | 4,69   |    |   |  |  |
| Exprimés                 | Exprimés                | Exprimés       | 1 869 | 95,31  |    |   |  |  |
| * Liste du maire sortant |                         |                |       |        |    |   |  |  |

### Tinchebray
- Maire sortant : Jérôme Nury
- 23 sièges à pourvoir au conseil municipal (population légale 2011 : 2 610 habitants)
- 9 sièges à pourvoir au conseil communautaire (Domfront Tinchebray Interco)

|                          | Jérôme Nury *       | DVD            | 1 041 | 78,80  | 21 | 8 |  |  |
|                          | Michel Lecardronnel | DVG            | 280   | 21,19  | 2  | 1 |  |  |
|                          |                     |                |       |        |    |   |  |  |
| Inscrits                 | Inscrits            | Inscrits       | 2 034 | 100,00 |    |   |  |  |
| Abstentions              | Abstentions         | Abstentions    | 614   | 30,19  |    |   |  |  |
| Votants                  | Votants             | Votants        | 1 420 | 69,81  |    |   |  |  |
| Blancs et nuls           | Blancs et nuls      | Blancs et nuls | 99    | 6,97   |    |   |  |  |
| Exprimés                 | Exprimés            | Exprimés       | 1 321 | 93,03  |    |   |  |  |
| * Liste du maire sortant |                     |                |       |        |    |   |  |  |

### Tourouvre
- Maire sortant : Guy Monhée
- 19 sièges à pourvoir au conseil municipal (population légale 2011 : 1 612 habitants)
- 6 sièges à pourvoir au conseil communautaire (CC du Haut Perche)

|                          | Guy Monhée *   | DVD            | 601   | 100,00 | 19 | 6 |  |  |
|                          |                |                |       |        |    |   |  |  |
| Inscrits                 | Inscrits       | Inscrits       | 1 160 | 100,00 |    |   |  |  |
| Abstentions              | Abstentions    | Abstentions    | 390   | 33,62  |    |   |  |  |
| Votants                  | Votants        | Votants        | 770   | 66,38  |    |   |  |  |
| Blancs et nuls           | Blancs et nuls | Blancs et nuls | 169   | 21,95  |    |   |  |  |
| Exprimés                 | Exprimés       | Exprimés       | 601   | 78,05  |    |   |  |  |
| * Liste du maire sortant |                |                |       |        |    |   |  |  |

### Trun
- Maire sortant : Jacques Prigent
- 15 sièges à pourvoir au conseil municipal (population légale 2011 : 1 310 habitants)
- 3 sièges à pourvoir au conseil communautaire (CC Terres d'Argentan Interco)

|                          | Jacques Prigent * | DVG            | 405 | 100,00 | 15 | 3 |  |  |
|                          |                   |                |     |        |    |   |  |  |
| Inscrits                 | Inscrits          | Inscrits       | 819 | 100,00 |    |   |  |  |
| Abstentions              | Abstentions       | Abstentions    | 281 | 34,31  |    |   |  |  |
| Votants                  | Votants           | Votants        | 538 | 65,69  |    |   |  |  |
| Blancs et nuls           | Blancs et nuls    | Blancs et nuls | 133 | 24,72  |    |   |  |  |
| Exprimés                 | Exprimés          | Exprimés       | 405 | 75,28  |    |   |  |  |
| * Liste du maire sortant |                   |                |     |        |    |   |  |  |

### Valframbert
- Maire sortant : Francis Aïvar
- 19 sièges à pourvoir au conseil municipal (population légale 2011 : 1 548 habitants)
- 1 sièges à pourvoir au conseil communautaire (CU d'Alençon)

|                          | Francis Aïvar * | DVG            | 571   | 100,00 | 19 | 1 |  |  |
|                          |                 |                |       |        |    |   |  |  |
| Inscrits                 | Inscrits        | Inscrits       | 1 116 | 100,00 |    |   |  |  |
| Abstentions              | Abstentions     | Abstentions    | 373   | 33,42  |    |   |  |  |
| Votants                  | Votants         | Votants        | 743   | 66,58  |    |   |  |  |
| Blancs et nuls           | Blancs et nuls  | Blancs et nuls | 172   | 23,15  |    |   |  |  |
| Exprimés                 | Exprimés        | Exprimés       | 571   | 76,85  |    |   |  |  |
| * Liste du maire sortant |                 |                |       |        |    |   |  |  |

### Vimoutiers
- Maire sortant : Guy Romain
- 27 sièges à pourvoir au conseil municipal (population légale 2011 : 3 782 habitants)
- 19 sièges à pourvoir au conseil communautaire (CC des Vallées d'Auge et du Merlerault)

| Tête de liste            | Tête de liste     | Liste          | Premier tour | Premier tour | Second tour | Second tour | Sièges | Sièges |
| Tête de liste            | Tête de liste     | Liste          | Voix         | %            | Voix        | %           | CM     | CC     |
| ------------------------ | ----------------- | -------------- | ------------ | ------------ | ----------- | ----------- | ------ | ------ |
|                          | Guy Romain *      | DVD            | 818          | 48,31        | 872         | 50,81       | 21     | 15     |
|                          | Sébastien Gourdel | DVD            | 517          | 30,53        | 626         | 36,48       | 5      | 3      |
|                          | Patrick Monnier   | DVD            | 358          | 21,14        | 218         | 12,70       | 1      | 1      |
|                          |                   |                |              |              |             |             |        |        |
| Inscrits                 | Inscrits          | Inscrits       | 2 607        | 100,00       | 2 608       | 100,00      |        |        |
| Abstentions              | Abstentions       | Abstentions    | 861          | 33,03        | 857         | 32,86       |        |        |
| Votants                  | Votants           | Votants        | 1 746        | 66,97        | 1 751       | 67,14       |        |        |
| Blancs et nuls           | Blancs et nuls    | Blancs et nuls | 53           | 3,04         | 35          | 2,00        |        |        |
| Exprimés                 | Exprimés          | Exprimés       | 1 693        | 96,96        | 1 716       | 98,00       |        |        |
| * Liste du maire sortant |                   |                |              |              |             |             |        |        |